# Goniothalamus sesquipedalis
Goniothalamus sesquipedalis este o specie de plante din genul Goniothalamus, familia Annonaceae. A fost descrisă pentru prima dată de Nathaniel Wallich, și a primit numele actual de la Joseph Dalton Hooker och Thomas Thomson. Conform Catalogue of Life specia Goniothalamus sesquipedalis nu are subspecii cunoscute.